# Каменский, Александр Абрамович
Алекса́ндр Абра́мович Ка́менский (24 января 1922 — 1 августа 1992) — советский и российский искусствовед, художественный критик, теоретик и историк искусства. Известен как автор термина и идеолог сурового стиля и автор трудов, посвященных творчеству мастеров советского и русского искусства, в частности, Марка Шагала, Анны Голубкиной, Сергея Коненкова, Мартироса Сарьяна. Заслуженный деятель искусств Российской Федерации (1992).

## Биография
Учился и закончил московскую среднюю школу № 170 (первоначально №36) Октябрьского района. В 1940 году поступил на искусствоведческое отделение филологического факультета Московского института философии, литературы и истории имени Н. Г. Чернышевского (МИФЛИ). В октябре 1941 ИФЛИ эвакуирован в Ашхабад, а в ноябре слит с МГУ, также находившимся там в эвакуации. С июля 1942 по май 1943 Университет находился в Свердловске, где Каменский работал на минометном заводе. Летом 1943 вместе с Университетом вернулся в Москву. Учился у  М. В. Алпатова, Б. Р. Виппера, В. Н. Лазарева, Г. А. Недошивина, А. А. Фёдорова-Давыдова.
Первым самостоятельным исследованием стала курсовая работа «Рембрандт и проблема барокко» (1944 г.). Дипломная работа «Рисунки Валентина Серова эпохи зрелого мастерства» заслужила высокую оценку профессора А. А. Фёдорова-Давыдова и профессора В. В. Виноградова.
С отличием окончил отделение искусствоведения исторического факультета МГУ в 1945 году и начал публиковаться в прессе как художественный критик. В 1945 году, ещё до окончания университете, поступил на работу в ГМИИ им. А. С. Пушкина в качестве научного сотрудника, а в марте 1946 года, уже как автор "около 40 статей по разным вопросам истории и современности изобразительного искусства",, в аспирантуру ГМИИ. (Тема диссертационного исследования «Поздний Рембрандт», научный руководитель проф. Б.Р. Виппер). Одновременно развернул активную художественно-критическую деятельность, сотрудничал с ВОКС'ом и Совинформбюро, редактировал ежемесячный журнал «Хроника советского изобразительного искусства». В 1946 - 47 преподавал курс «Всеобщая история искусства» в ГИКе.                                                                                                                                                                                                     В 1948 году критические выступления Каменского в прессе сделали его одним из объектов компании по борьбе с космополитизмом. В ходе III сессии Академии художеств СССР академики П. Сысоев и А.Н. Лебедев, а также Я.Д. Ромас в 1949 году на общем партийном собрании МОССХа клеймили его как «защитника формализма и антипатриота», поддерживающего чуждые советскому искусству явления. Эти явления, по мнению академиков, олицетворяли художники Андрей Гончаров и Владимир Фаворский. После окончания аспирантуры в 1949 году получил назначение Комитета по делам искусств в Вильнюсский Художественный институт, где преподавал курс истории искусства. Через несколько месяцев назначен заведующим кафедрой истории искусств. После возвращения в Москву в 1952 г. стал вновь активно печататься и участвовать в художественной жизни. В 1940—1950 годах Каменский пишет о Е. Кибрике, Д. Шмаринове, О. Верейском, С. Герасимове, Ю. Пименове, Б. Пророкове, Д. Дубинском, В. Горяеве, А. Гончарове.
Полностью преодолеть глубинный страх перед репрессиями Каменский смог только после смерти Сталина и именно на период между 1953 и хрущёвской оттепелью пришёлся период его формирования как художественного критика в классическом понимании. Началом оттепели в отечественном искусствознании стали его публицистические выступления 1956 года, в первую очередь, программная статья "Размышления у полотен советских художников" в журнале «Новый мир». В ней Каменский называет две главных проблемы современного советского искусства - культ личности, как источник деформации представлений о правде и последствия влияния А. Герасимова, В. Ефанова, Н. Тоидзе, Д. Налбандяна и «других любителей парадных фейерверков», провозгласивших «культовые» полотна высшим достижением нашей живописи, образцом и примером для подражания».
Важную роль сыграла статья «Пора разобраться!» (1962) в газете «Московский художник», посвященная двум важнейшим темам. Во-первых, большим переменам в советском искусстве, связанных с освобождением от пороков и извращений культа личности. Во-вторых, формированию нового стиля в советском искусстве, «который, надо думать, уже в ближайшем будущем обретёт окончательно ясные контуры и характерные черты <...> Речь идёт не о повторении старых образцов, скорее о принципиальной внутренней близости, о перекличке разных эпох революционного искусства.»  В этой статье критик предсказывает возникновение нового стиля “мужественной простоты” и прослеживает его истоки вплоть до искусства лет революции и впоследствии, 1920 – начала 30-х годов. В ходе ожесточённых общественных и газетных дискуссий Каменский разработал критерии описания и анализа современного искусства и остановился на термине «суровый стиль», как наиболее точно отражающем суть искусства молодых советских художников шестидесятых годов. Как член Президиума Правления московского союза, он вошёл в оргкомитет и выставочный комитет "30 лет МОСХ" (1962).

Каменский поставил на обсуждение общего собрания МОСХ 2 вопроса: 1. О включении в состав экспонентов выставки художников, работавших с момента возникновения организации, но забытых или подвергавшихся гонениям и репрессиям в годы культа личности. 2. Об изменении традиционного принципа экспонирования отчётных выставок, когда экспозиция начиналась с парадных произведений, воспевающих вождей коммунистической партии и достижения советской власти. Став таким образом идеологом выставки, автором концепции и соавтором экспозиции, он, например, разместил в её центральной части "Обнаженную" Роберта Фалька и смог по новому представить историю МОСХ, да и всего советского искусства. После "манежной выставки" был подвергнут травле в центральной прессе за попытку пересмотра истории советского искусства и поддержку художников  «сурового стиля»

"За идеологически ошибочные выступления в советской и зарубежной печати, за неправильную ориентацию зрителей и молодых художников, в частности, за отстаивание неверных концепций развития советского изобразительного искусства, при которых на первый план выдвигалась небольшая группа художников формалистического толка 20-х годов, обратиться к мандатной комиссии съезда с просьбой лишить т. Каменского делегатского мандата."

Выписка из протокола совместного заседания Президиума, Парткома, председателей бюро секций и секретарей парторганизаций МОСХа. 8 апреля 1963 
«Каменский был и впрямь явлением совершенно особенным. Классическая эрудиция, сплавленная с романтическим свободомыслием шестидесятников и блистательным критическим даром, профессиональное мужество и нравственная отвага сделали его человеком замечательным».
В 1964 первым среди художественных критиков подверг некомплиментарному разбору произведения И. С. Глазунова.
В 1965 защитил кандидатскую диссертацию "Творчество С.Т. Коненкова". В 1960 — 1970-е в круг любимых героев попадают В. Фаворский, А. Тышлер, художники «Бубнового валета» П. Кончаловский, И. Машков, А. Лентулов, Р. Фальк, лидер «Голубой розы» П. Кузнецов, символист К. Петров-Водкин, «бывшие формалисты» А. Древин, Д. Штеренберг, Н. Альтман. Его интересует творчество молодых мастеров Д.Жилинского, Н.Андронова, Б.Биргера, П.Никонова, Т.Салахова, А.Васнецова, В.Попкова и многих других, чьё творчество вошло в историю искусство под  метким названием «суровый стиль». По мнению М. Ю. Германа, «Каменский разделял и исповедовал романтизм шестидесятых. Думаю, он вообще был критиком и ученым романтического толка, обладал разумом пылким и парадоксальным, влюблялся в художника, о котором писал и даже, строя теоретические концепции, умел сохранять эмоциональное начало во вполне безупречных логических построениях».  В этот же период Каменский пишет множество научных, критических и публицистических статей, получавших значительный общественный резонанс. В центре его внимания Марк Шагал, Мартирос Сарьян, Сергей Конёнков, Анна Голубкина. Много внимания искусствовед уделял "карнавальности" - творчеству молодых «семидесятников», в частности, Т. Назаренко и Н. Нестеровой,  "документальному романтизму" "восьмидесятников", в частности, А.Волкова и А.Петрова. Он оценил и поддержал Минаса Аветисяна, как продолжателя традиции армянской живописи, заложенной Мартиросом Сарьяном.
А. А. Каменский стал первым советским исследователем второй половины XX века, поставившим перед собой задачу системного изучения и рассказа о творческого пути Марка Шагала (с 1966 г.). Но отечественные издательства отказывались публиковать фундаментальный труд искусствоведа, посвященный художнику. В 1986, при посредничестве ВААП, получил предложение от французского издательства Edition du Regard написать книгу о Шагале, которая в значительно сокращенном виде (без ведома автора) вышла в свет во Франции в 1988.  Защитил докторскую диссертацию «Творчество М. З. Шагала. Российский период» (1990). Его фундаментальная монография «Марк Шагал — художник из России», посвященная русскому периоду творчества художника, была в целостности издана на русском языке в 2005 году, через 13 лет после смерти автора.. Эта книга стала второй монографией о Шагале на русском языке после вышедшей в 1918 году книги А. Эфроса и Я. Тугендхольда.

## Личность
- Опечатки в характеристике выпускника искусствоведческого отделения Александра Каменского в части, касавшейся оценки его доклада «Рембрандт и проблема барокко», сделали текст этого документа достоянием золотого фонда искусствоведческих баек: «…в процессе обучения обнаруживал живой интерес и любовь к искусству, выдающиеся способности и безусловные данные к научной работе. Его доклад "Делибрандри и проблема бармино“ получил премию на конкурсе студенческих работ».
- Как драматург, участвовал в работе пародийного театра «Синяя птичка», созданного актёром и писателем Виктором Драгунским. Театр просуществовал в Москве с 1948 по 1958 годы.
- Из воспоминаний художника Иллариона Голицына о встрече Н. С. Хрущёва с интеллигенцией в Свердловском зале Кремля 7 марта 1963: "Перерыв. Все бросились жрать. Я вяло шел, есть не хотелось, бросаться в толпу не желал. Аксенов рядом — молча пожал мне руку. Посмотрели в глаза и расстались. Вышел к столикам. Еда сметена. Каменский Саша — тонкая фигура стоит против жирного Софронова. Вижу — между ними последний бутерброд (я глаз на него положил). Каменский быстро взял бутерброд и, обращаясь к Софронову, сказал: «Я — тоньше». Сцена в духе Домье — подумал я…"[18]
- Как-то, в середине шестидесятых, А. Каменский в составе веселой компании отправился в ресторан в гостинице «Москва». За соседним столиком с кем-то беседовал мужчина, чья внешность показалось знакомой. Закончив ужинать, мужчина подошёл к Каменскому и сказал: «Александр Абрамович, мне нравятся Ваши статьи. Я их все читаю. И зачастую мне приходится Вас защищать.» — «Простите, с кем имею честь?», — спросил Каменский. «Позвольте представиться — Семичастный, Владимир Ефимович». (Семичастный В. Е.,— председатель КГБ при Совете Министров СССР с 1961 по 1967).
- В сборнике рассказов "Второе апреля", писатель Илья Зверев сделал своего друга "Сашку Каменского", героем новелл о школьной жизни[19].
- "Что был для нас Каменский?! Ну, написал Попков портрет Пушкина. Мы видим - Пушкин опереточный, а что, как - объяснить не могли. Приходит Александр Абрамович, долго молчит, потом говорит: "Ну, вот что, Витя! Пушкина вижу, но не вижу тебя!" Витька моментально реагировал. Сначала всё хотел разрезать. Понял потом, всё таки, что нужно сделать. И действительно, он у него получился." (Запись беседы художника Павла Никонова и искусствоведа Михаила Каменского, декабрь 2017.)
- Из мемуаров историка искусства Л.И. Ремпеля: "Об А.А. Каменском не скажешь мимоходом. Он - блестящий критик, острый, находчивый, образованный, смелый, бескомпромиссный, а главное - честный и открытый в беспрестанных схватках со своим словесным противником. Никогда и ни в одном ведомстве искусства он, кажется, не служил. "Он критик не по долгу службы, а по призванию. Высокий, бледный, быстрый в движениях, с откинутыми назад прямыми прядями волос, он кажется мне порой тощим волком, попавшим на псарню.  Его окружают борзые, загоняют в угол, он огрызается, лязгает острыми зубами, и, прорываясь сквозь строй своих недругов, вновь впивается зубами в "душителей вольности", какими ему представляются все догматики от искусства".[20]
- Художник Виктор Эльконин написал на обороте подаренной им Каменскому картины:

«От этой жизни уж не жду я ни хера
Ничто меня в ней не возвысит
Но, Александр, от твоего пера
Моё бессмертие зависит!»

## Память
- Искусствовед, востоковед Л.И. Ремпель, в своей книге "Мои современники", детально анализирует схожесть и противоречия собственных научных представлений об искусстве и философии с позицией А. Каменского. Ремпель начинает раздел, посвященный Каменскому, с описания искусствоведа, как  "рано поседевшего художественного критика, побывавшего во всех экстремальных ситуациях, какие только присущи этой беспокойной профессии" и называет своего героя самым "инакомыслящим" в искусстве.[20]
- В январе 1997 года в ГМИИ им. А.С.Пушкина прошёл вечер памяти Александра Каменского, сопровождавшийся выставкой произведений героев его книг и статей.
- Искусствовед М.Ю. Герман посвятил памяти А. Каменского главу своей книги "Воспоминания о XX веке".[21]
- С 5 апреля по 4 июня 2019 года в музее Институт реалистического искусства (ИРРИ) прошла масштабная выставка "Пора разобраться! Архив Александра Каменского. Художники и критик".[22][23][24]
- 24 мая 2019 года в музее ИРРИ, с целью систематизации опыта показа архивов искусствоведов и историков искусства, прошёл круглый стол "Как показывать архивы" по материалам выставки "Пора разобраться! Архив Александра Каменского. Художники и критик".[25][26][27][28][29]
- 24 января 2022, к 100-летию А.А. Каменского, на Троекуровском кладбище открыт памятник. Автор Иван Шаховской.

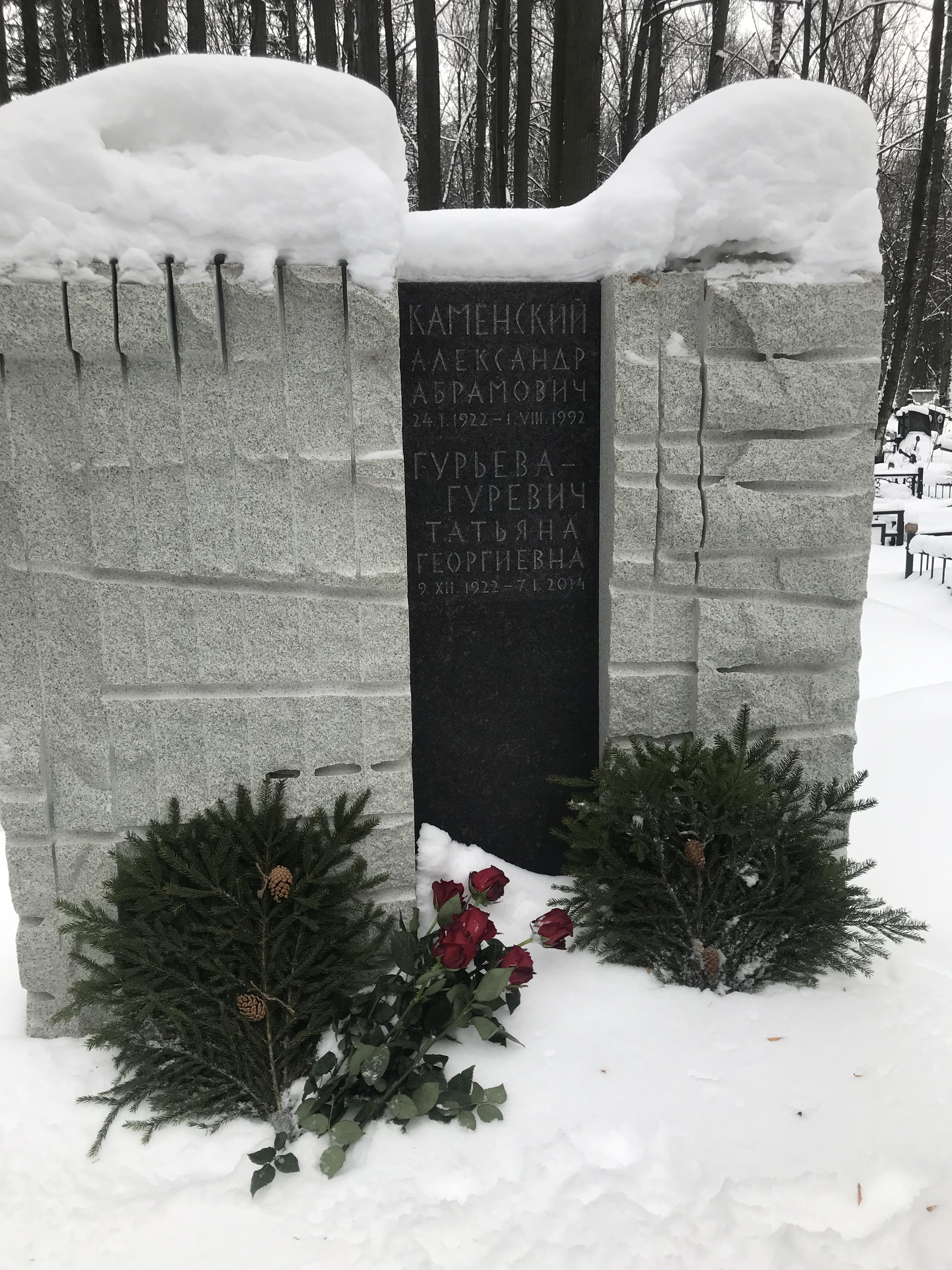

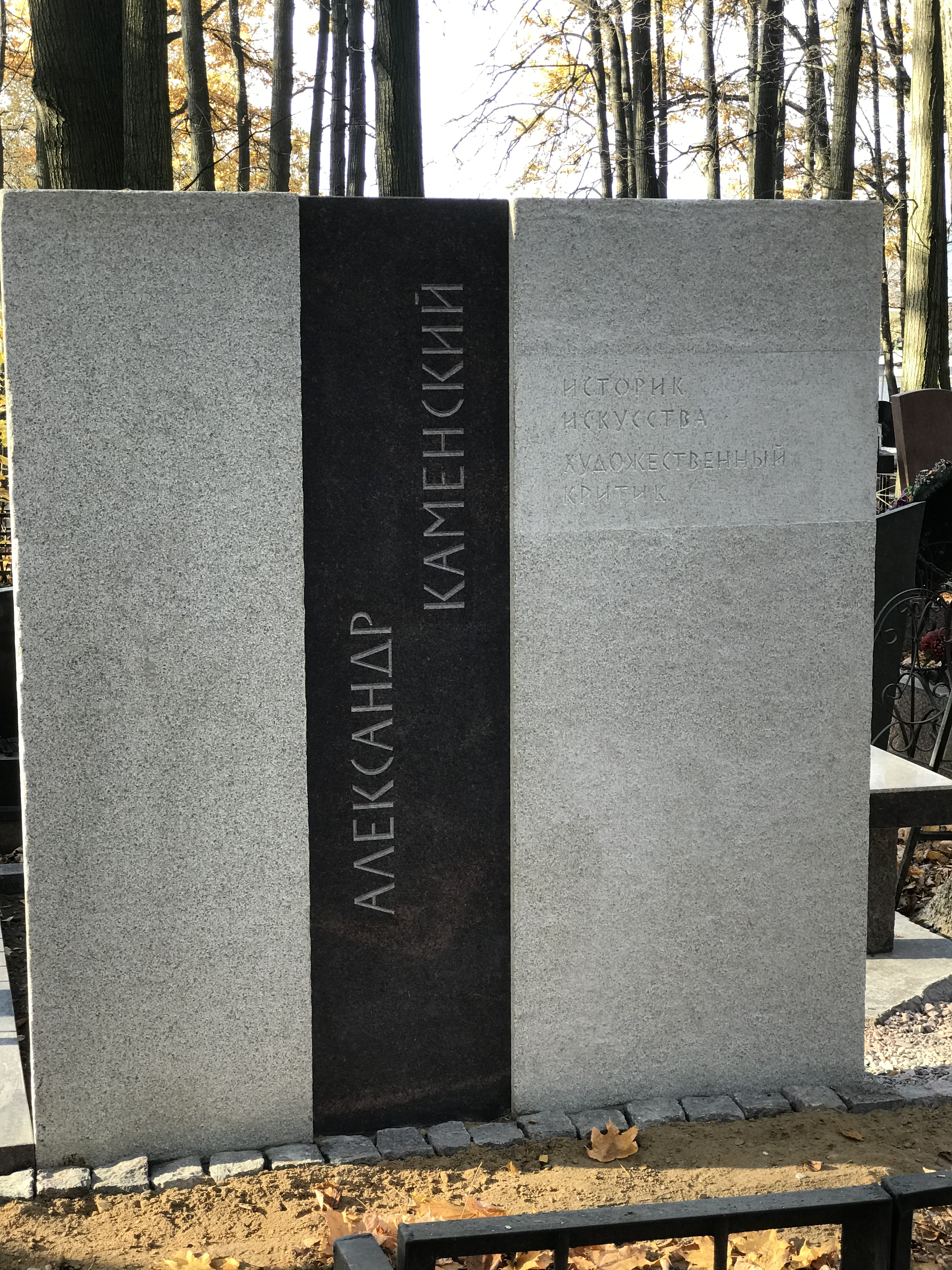

## Звания
- Кандидат искусствоведения (1965)
- Доктор искусствоведения (1990)
- Заслуженный деятель искусств Российской Федерации (8 мая 1992) - за заслуги в области искусства

### Общественная деятельность
- Член Правления МОСХ (1962—1992)
- Председатель секции искусствоведения и критики МОСХ (1990—1992)

## Семья
- Отец — Каменский, Абрам Захарович. Партийный и государственный деятель (1885—1938).
- Мать — Каменская Евгения Львовна. Учитель (1889—1962).
- Сестра — Каменская (в замужестве Чернецкая) Анна Абрамовна(1912—1944).
- Брат — Каменский Захар Абрамович. Философ (1915—1999).
- Жена — Гурьева-Гуревич Татьяна Георгиевна. Искусствовед (1922—2014), дочь архитектора Гурьева-Гуревича Георгия Самарьевича
- Сын — Каменский Юрий Александрович. Биохимик (род. 8 июня 1948).
- Сын — Каменский, Михаил Александрович. Искусствовед (род. 12 ноября 1959).

## Монографии
- Каменский А. Зрителю о живописи. М.:Искусство, 1959
- Каменский А. Орест Георгиевич Верейский. — М.: 1960.
- Сарьян [Альбом]. Автор текста и сост. Каменский А. А. М.:1968.
- Каменски Александър. Изкуство на хуманизма. Очерци из историята на съветското изобразително изкуство. София. Българский художник. 1969.
- Каменский А. А. Вернисажи. — М.: Советский художник, 1974. — 528 с.
- Каменский А. А. С.Т. Коненков. Серия: Жизнь в искусстве. — М.: Искусство, 1975. — 224 с.
- Каменский А. А. Этюды о художниках Армении. — Ереван: Советакан грох, 1980. — 229 с.
- Каменский А. А. Марк Шагал и Россия. — М.: "Знание", 1988. — 56 с.
- Каменский А. А. и др. Мартирос Сарьян. Альбом. — Л.: Аврора, 1987. — 340 с.
- Kamensky A. Marc Chagal, Période Russe et Soviétique, 1907—1922. Paris. Editions du Regard. 1988
- Kamensky A. Marc Chagal, die Russischen Jahre, 1907—1922. Stuttgart: Klett-Cotta. 1989.
- Kamensky A. Marc Chagal, The Russian Years, 1907—1922. New-York: Rizzoli. 1989;
- Kamensky A. Marc Chagal, The Russian Years, 1907—1922. London: Thames and Hudson, 1989
- Каменский А. А. Романтический монтаж. — М.: Советский художник, 1989. — 336 с. — ISBN 5-269-00141-1.
- Каменский А. А. Анна Голубкина. Личность. Эпоха. Скульптура.. — М.: Изобразительное искусство, 1990. — 464 с. — ISBN 5-85200-025-6.
- Каменский А. А. Олег Целков.. — Париж, Москва, Нью-Йорк.: Третья волна, 1992.
- Каменский А. А. Марк Шагал. Художник из России. — М.: Трилистник, 2005. — 304 с. — ISBN 5-89480-086-2. Цитата из вступительной статьи Д.В. Сарабьянова:

Книга Александра Каменского восстанавливает попиравшуюся в течение XX столетия в России историческую справедливость. Она написана человеком разделившим со своим героем историческое время и пространство, человеком бывшим лично знакомым с Мастером (переписка А. А. Каменского с уроженцем Витебска началась в 1969 и длилась почти до самой кончины художника в 1985 году); в одном из писем автор удостоился высшего признания Шагала: «Все, что Вы говорите, проникнуто любовью». Свою книгу Александр Каменский вынашивал при жизни Шагала, составлял после его ухода. Её первый, троекратно сокращенный вариант впервые увидел свет в переводе на французский язык в 1988 году; в следующем году вышел английский перевод, затем немецкий. Появление на русском языке в полном объеме монографии «Марк Шагал. Художник из России», вобравшей в себя почти все, наработанное за десятилетия, оставалось постоянной мечтой Александра Абрамовича Каменского.

## Статьи (избранное)
- А. А. Каменский «Портрет старухи» Рембрандта из собрания герцога Бэклу. Duke of Buccleuch collection. Drumlanrig Castle, Dumfries, Scotland. Курсовая работа студента 3 курса отделения истории искусства исторического факультета МГУ им. Ломоносова.1943 // Культура, эпоха и стиль. Классическое искусство Запада. Москва. «Галарт». 2010. С.126 — 132
- Каменский А. А. У картины Рембрандта. — Творчество. 1963. № 12. С. 20 — 22.
- Каменский А. А. Об автопортрете Рембрандта с Саскией на коленях. — Искусство. 1976. № 9
- Н. Альтман. 1889—1970: Каталог выставки [Вступительная статья А. А. Каменского]. — М., 1978
- Каменский Александр. К проблеме стилевой эволюции армянской живописи в 1960 −70-е годы. Академия наук Армянской ССР. Институт искусств. Ереван. 1978
- Каменский А. А. Сказочно-гротесковые мотивы в творчестве Марка Шагала // Примитив и его место в художественной культуре Нового и Новейшего времени. Наука. М.: 1983. С. 160—195
- Каменский А. А. Судьбы и характеры. — Творчество, М. 1983, № 7[30].
- Каменский А. А. Итоги и кануны // Советская живопись]. М.: Советский художник. 1985.С. 45 — 67.
- Martyros Saryan. [Вступительная статья А. Каменского]. Aurora Art Publishers. Leningrad. 1985
- Марк Шагал. Художник из России. Центрнаучфильм. 1987. Режиссёр-постановщик М. Таврог. Автор сценария А. А. Каменский.
- Каменский А. А. Что значит быть современным? Ответ на этот вопрос ищут молодые художники (рецензия на молодёжные выставки). — Газета «Правда», 9 сентября 1988. — С. 3. № 253 (25605)
- Konstantin Korovin. [Вступительная статья А. Каменского]. Aurora Art Publishers. Leningrad. 1988
- Краска, чистота, любовь. Беседа М. З. Шагала с искусствоведом А. А. Каменским. Июнь 1973. — Огонек. 1987. № 27 (июль). С. 24 — 25
- Каменский А. А. Искусство в сумерках тоталитаризма // Культурологические записки. Выпуск 2. Государственный институт искусствознания. 1996. С 144—157.
- Каменский А. А. Поэтический мир Сергея Урусевского. — Вступительная статья // Сергей Урусевский. С кинокамерой и за мольбертом. (О времени и о себе). — М.: Алгоритм, 2002. — 400с.